# Renfe série 319-22

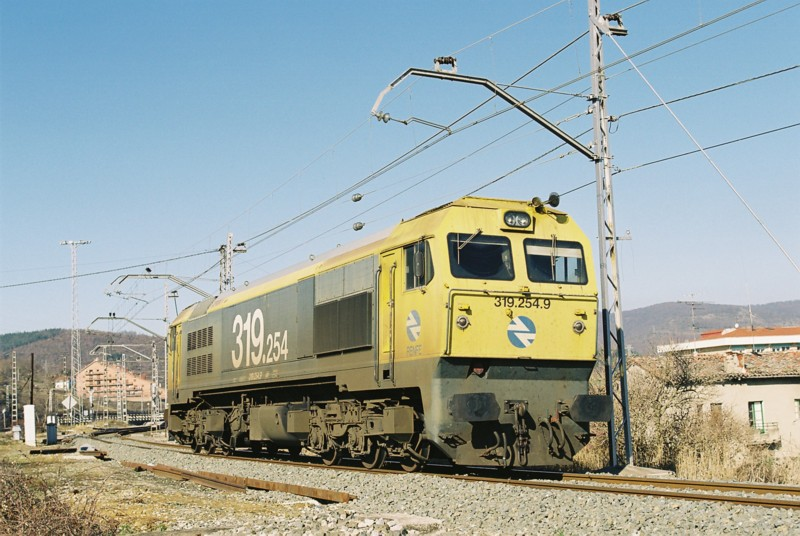
La 319-254 à Alsasua (Navarre) le 1er février 2006

Les problèmes qui affectaient la première tranche de la série 319.0 et avaient motivé la reconstruction d'une première sous-série 319.20 s'étendent rapidement à l'ensemble de la série au cours des années 1980, surtout aux unités de construction espagnole. La Renfe décide alors de reconstruire le reliquat de 78 unités en trois sous-séries différenciées par les spécifications techniques. La première sous-série va prendre la suite des machines déjà reconstruites, à partir du numéro 319-221.

## Conception
Les 319-221 à 258 sont elles-mêmes divisées en plusieurs sous-séries :
- Les 319-221 à 240 reprennent les spécifications techniques des 319-201 à 220, autrement dit elles correspondent au modèle J26CW-2 d'EMD/General Motors. Mais elles s'en différencient par de nouvelles carrosseries avec montage d'origine de l'air conditionné dans les cabines, des détecteurs d'obturation des filtres, d'une prise de terre, et d'un équipement de freinage dual (sauf les 319-239 et 240 qui ne disposent que du frein à air). Elles sortent d'usine avec la décoration grise et noire de l'UN de traccion La 319-254-9 à Saragosse le 24 mai 2001

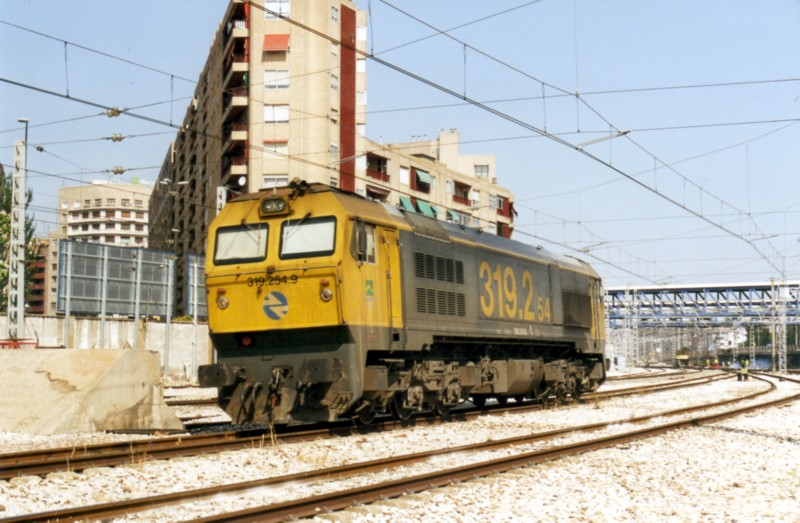
La 319-254-9 à Saragosse le 24 mai 2001

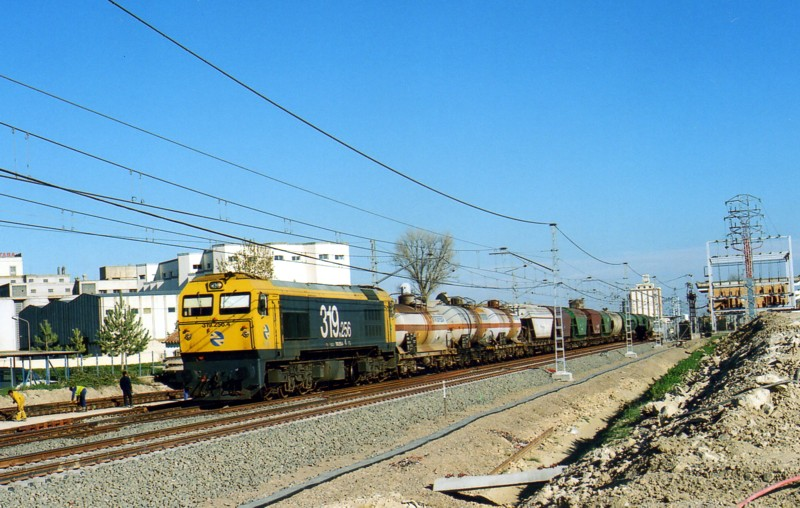
La 319-256 à Tardienta (Aragon) le 10 avril 2003

- Les 319-241 à 248 sont dotées de bogies à l'écartement standard et de l'équipement de contrôle LZB leur permettant de circuler sur les lignes AVE. Elles sortent d'usine avec la livrée de l'UN AVE
- Les 319-249 à 258 sont commandées à GEC-Alstom en 1994. Elles sont réalisées avec des pièces entièrement neuves. Elles disposent du frein pneumatique à air comprimé et du frein électrique rhéostatique, d'un générateur auxiliaire à courant alternatif, et d'un compresseur nouveau modèle au débit plus élevé. Extérieurement, elles se différencient des précédentes par l'absence des grandes persiennes centrales. Elles correspondent aux spécifications techniques J26CW-AC d'EMD/General Motors

Les deux lots sont livrés de façon distinctes :
- Les 319-221 à 248 sont construites par Meinfesa (n° 1823 à 1850) en 1990 et 1991.
- Les 319-249 à 258 sont construites par GEC-Alstom (n° 1948 à 1957) en 1994 et 1995.

## Service
Dès la sortie d'usine, la première tranche 319-221 à 240 est affectée aux dépôts de Valence-Fuente de San Luis, Saragosse et Grenade. Elles sont utilisées en tête des trains de marchandises, souvent en double traction en raison de leur faible puissance. À partir des années 2000, certaines unités affectées à l'UN transportes combinados sont équipées de réservoirs de plus grande capacité (6000 litres).
À cette époque, elles migrent vers d'autres cieux et on en retrouve affectées à Barcelone, Irun, Orense. En 2002, elles sont toutes regroupées à Saragosse, Valence, Séville, Salamanque, Orense et Miranda de Ebro.